# Can Caselles (Tordera)
Can Caselles és una masia de Tordera (Maresme) protegida com a Bé Cultural d'Interès Local.

## Descripció
Es tracta d'una masia amb de planta i pis amb teulada a doble vessant i carener perpendicular a la façana. La coberta és de teula àrab i la façana està arrebossada. Les cantonades i obertures estan emmarcades amb pedra. La façana presenta una distribució asimètrica de les obertures i al costat dret té adossat un altre cos que sobresurt respecte l'edifici principal.
Destaca la porta d'accés en forma d'arc rebaixat amb dovelles i la finestra central trilobulada.

## Història
El nom de can Caselles fa referència als primers propietaris de la masia. El pou i la casa daten aproximadament de 1283. L'immoble va ser ampliat al segle.
Apareix en el cantoral de Santa Maria de Rosa Rossa qualificada com a mas el 13 de setembre de 1201 amb el nom de "Perpiniari de Casellis".